# Gare de Westree
La  gare de Westree est une gare ferroviaire canadienne, située à Westree dans le district de Sudbury, en Ontario.
Westree est desservie par Le Canadien de Via Rail Canada.

## Service des voyageurs

### Accueil
Point d'arrêt sans équipements. 

### Desserte
Westree est desservie par le train le Canadien. L'arrêt du train n'a lieu qu'avec une demande pour une arrivée, et uniquement sur réservation pour un départ.

### Intermodalité
L'arrêt est situé entre le lac et la localité.